# 京極高明
京極 高明（きょうごく たかあき）は、江戸時代前期の大名。丹後国峰山藩3代藩主。官位は従五位下隼人正、備後守、主膳正。

## 略歴
万治3年（1660年）4月25日、2代藩主・京極高供の長男として近江国にて誕生。
延宝2年（1674年）、父の死去により跡を継ぐ。藩政では検地に尽力した。元禄12年（1699年）4月29日、病気を理由に家督を長男・高之に譲って隠居し、宝永7年（1710年）閏8月に剃髪して道意と号した。
享保11年（1726年）12月2日、67歳で死去した。

## 系譜
- 父：京極高供（1623-1674）
- 母：松平忠明の娘
- 正室：熊谷依貞の娘
  - 長男：京極高之（1678-1723）
- 生母不明の子女
  - 次男：京極高重
  - 四男：本間季明